# TV2 (Algérie)
Pour les articles homonymes, voir TV2.
TV2 (en arabe : الجزائرية الثانية, anciennement Canal Algérie, est une chaîne de télévision généraliste publique algérienne à dominante francophone, appartenant à l'Établissement public de télévision (EPTV). La chaîne diffuse ses programmes 24 heures sur 24 et sept jours sur sept via plusieurs plateformes et partout dans le monde.

## Historique
L'Établissement public de télévision (EPTV) crée Algerian TV en août 1994,, une chaîne diffusée uniquement par satellite et conçue comme un lien culturel avec la communauté algérienne résidant à l'étranger, et plus précisément en Europe. La chaîne prend ensuite le nom de Canal Algérie en 1999 et cherche aussi à intéresser et à séduire le public étranger concerné par l'évolution de la situation en Algérie en particulier dans les domaines politiques et économiques.
Depuis début 2002, la chaîne est aussi diffusée par l'émetteur UHF de Bordj El Bahri pour la capitale Alger.

## Organisation

### Dirigeants
Directeurs généraux :
- Abdou Benziane : août 1994 - 1998
- Habib Chawki Hamraoui : 1998 - 19 novembre 2008
- Abdelkader Leulmi : 19 novembre 2008 - 13 février 2012
- Tewfik Khelladi : 13 février 2012 - 7 décembre 2021
- Adel Sadoun : depuis le 8 décembre 2021

### Siège
Le siège de Canal Algérie est situé au 21, boulevard des Martyrs, à Alger, et abrite la direction générale de l'EPTV et celle de Radio algérienne.

## Programmes
TV2 est une chaîne généraliste offrant un panel de programmes diversifiés alliant l'information, la culture, le divertissement et le sport. Canal Algérie diffuse 24 heures sur 24 une sélection d'émissions de la chaîne publique EPTV Terrestre ainsi que des productions propres, dont des journaux en français (70 %), en tamazight ou en arabe.
Quelques émissions :
- Bonjour d'Algérie
- Bonjour d'Algérie week-end
- Le Journal de 19 h
- Le Point culturel
- Questions d'actu
- #SLF : Sur le fil

## Audience
Canal Algérie figurait, selon un sondage réalisé par l'Institut Abassa en 2001[réf. nécessaire], comme étant la sixième chaîne télévisuelle en matière d'occupation de l'audimat en France. Elle est donc appelée à devenir une chaîne internationale d'expression française. 
Lors du ramadan 2013, selon l'institut de statistiques Immar Canal Algérie est la sixième chaîne la plus regardée par les Algériens avec 10 % de parts du marché, à la suite de la création de nombreuses chaînes privées, Canal Algérie et les autres chaînes publiques perdent de l'audimat.

## Diffusion
TV2 est diffusée sur le réseau hertzien UHF au standard PAL 625 lignes couleurs norme G CCIR grâce à un réseau de réémetteurs alimentés par le satellite Atlantic Bird 3 devenu Eutelsat 5WA . Ce dernier permet également de recevoir la chaîne en réception directe, permettant de pallier les zones d'ombre. Ses actuels paramètres sont, fréquence 11,054 GHz, polarisation H, débit des symboles, 23700 et facteur de correction, 3/4.
La chaîne, qui cible aussi les communautés algériennes et arabes établies à l'étranger, est diffusée en Europe par le satellite Hot Bird à 13°est, en Amérique du Nord par le satellite Galaxy 25 à 97° ouest et en Afrique par le satellite NSS 7 à 22° ouest.
TV2 est également présente sur Eutelsat 7 West A (Nilesat) à 7° ouest aux fréquences 11662 V 27500, la chaîne a pour nom « Test 2 » et elle est présente avec toutes les autres chaînes publiques algériennes.
TV2 est également reprise sur de nombreux réseaux câblés et ADSL et peut être suivie en direct sur le site internet de l'EPTV.
En France, les utilisateurs du bouquet et matériel Fransat, avec parabole de 60 à 120 cm, respectivement du Sud (Marseille) au Nord (Lille), orientée sur Eutelsat 5WA (ex AB), sont susceptibles de suivre les chaînes nationales algériennes en complément des chaînes nationales françaises reçues, elles, avec des réflecteurs limités à 60 cm de large sur toute la France.
Depuis septembre 2013 TV2 est aussi disponible sur Astra 1M à 19,2° est aux fréquences 11508,5 V 22000 5/6.
Au Canada, la chaîne est autorisée pour distribution par le CRTC depuis septembre 2015. La chaîne a d'abord été ajoutée à Illico télé numérique de Vidéotron en décembre 2015, mais retirée le 31 décembre 2018. Bell Télé Fibe l'a ajouté en mars 2016 à la position 2561.
Voilà les nouvelles fréquences de Canal Algérie sur les satellites suivants :
- Yahsat 1A (52.5°E)

12 054 MHz, pol.H SR:27500 FEC:5/6 SID:770 PID:774/775 Français
- Eutelsat 7 West A (7°W)

11 679,57 MHz, pol.H SR:27500 FEC:3/4 SID:2 PID:515/680 Français
- Badr 6 (26°E)

11 785,00 MHz, pol.V: PID:2310/670 Français SID:23 (SR:27500 FEC:3/4 – Clair)

## Identités visuelles

Logo de Canal Algérie de 1999 à mai 2019.
Logo transitoire de Canal Algérie du 23 mai 2019 à janvier 2020
Logo de TV2 depuis janvier 2020.